# Aeroportul Union Island
Aeroportul Union Island (IATA: UNI, ICAO: TVSU) este un aeroport din Grenadines Parish⁠(d), Sfântul Vincențiu și Grenadine ce deservește zona Union Island⁠(d). A fost numit după zona deservită.
Situat la o altitudine de 6 m, aeroportul dispune de 1 pistă.

## Infrastructură

### Piste
Aeroportul dispune de o singură pistă. Pista are orientarea 08/26. 